# Grytmattvävare
Grytmattvävare (Palliduphantes insignis) är en spindelart som först beskrevs av O. Pickard-Cambridge 1913.  Grytmattvävare ingår i släktet Palliduphantes och familjen täckvävarspindlar. Arten är reproducerande i Sverige. Inga underarter finns listade i Catalogue of Life.